# 特倫克勞肯

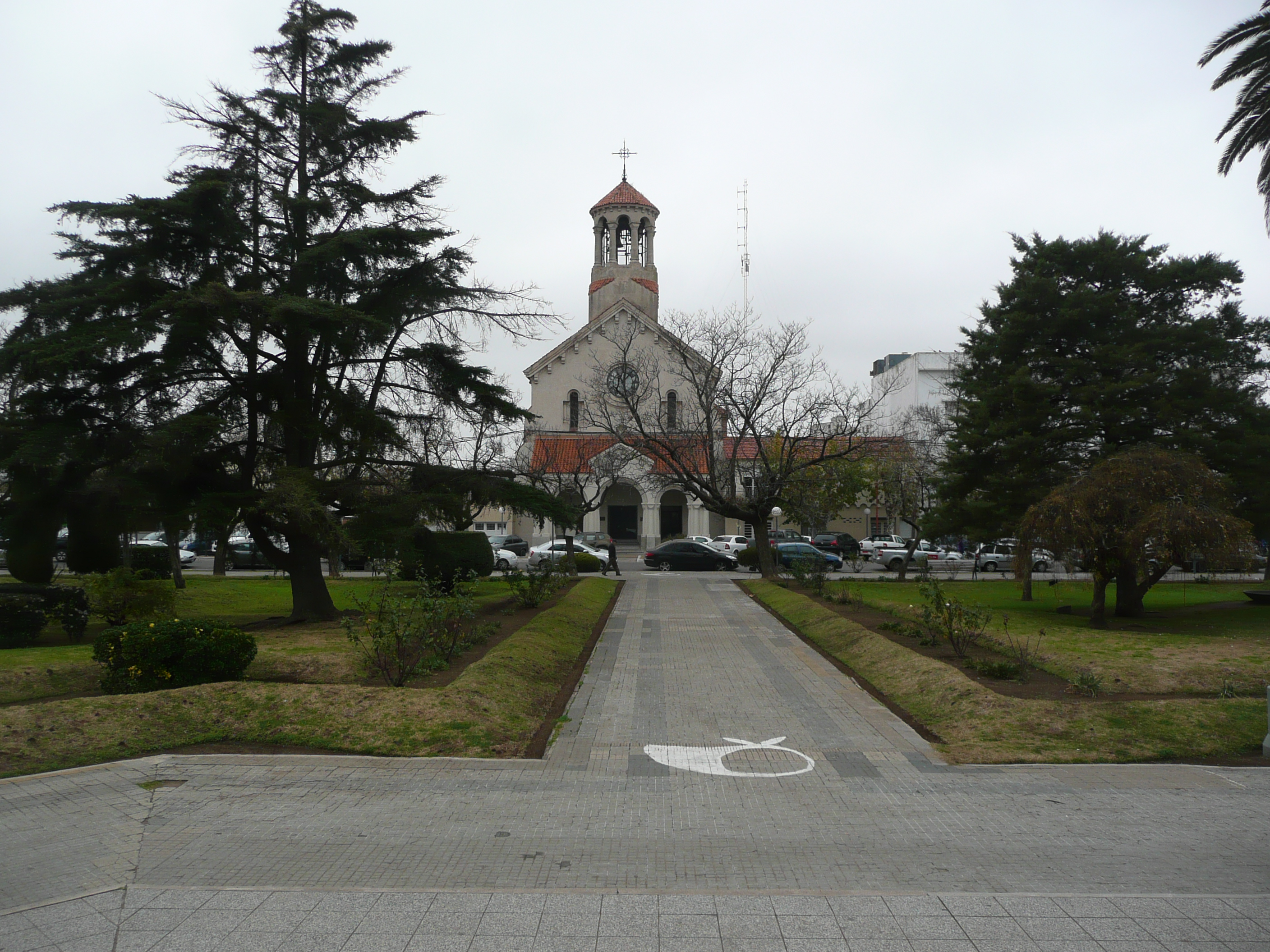
特倫克勞肯

特倫克勞肯是阿根廷的城鎮，位於該國東部，距離首府布宜諾斯艾利斯444公里，由布宜諾斯艾利斯省負責管轄，始建於1876年，海拔高度80米，2001年人口30,764。

## 外部連結
- Official website and portal （页面存档备份，存于）